# Pohaj-tengeri alagút
A Pohaj (Bohai)-tengeri alagút vagy más néven a Talien–Jentaj (Dalian–Yantai)-alagút egy tervezett vasúti alagút Kínában, a Pohaj (Bohai)-tenger öblének északi és déli csúcsánál fekvő Talien (Dalian) és Jentaj (Yantai) városa között a tenger alatt.
Hosszával a világ leghosszabb vasúti alagútja lesz, hosszabb, mint a jelenlegi két első helyezett, az angliai Csatorna-alagút és a japán Szeikan-alagút együttvéve.
A 123 km hosszú alagútból 90 km haladna az öböl alatt. Az alagútban a kínai nagysebességű vonatok és autószállító tehervonatok közlekednének, 40 perces menetidővel. Megépítésére azért van szükség, mert a két város jelenleg autóval csak egy 1400 km-es kerülő árán érhető el, komppal pedig 8 óra az út.
Az alagút három különálló csőből fog állni, kettőben a vonatok közlekednek majd, a középső vékonyabb cső pedig menekülőjárat és szervizalagút lesz majd. Ez az elrendezés hasonló, mint a Csatorna-alagút esetén.
Az építkezés költségét 260 milliárd kínai renminbire becsülték; várható átadása 2022 lett volna.
2019 májusában jóváhagyták az alagút megépítésének a tervét, ha az építkezés 2020-ban elkezdődött volna, akkor várhatóan 2039-re készült volna el. Az építkezés költségét 300 milliárd jüanra becsülik. (43 milliárd amerikai dollár).